# Nepanamixis torreanus
Nepanamixis torreanus is een vlokreeftensoort uit de familie van de Leucothoidae. De wetenschappelijke naam van de soort is voor het eerst geldig gepubliceerd in 1997 door Thomas.